# 전북특별자치도의 유형문화재
전북특별자치도의 유형문화재는 지방유형문화재 중에서 전북특별자치도에 있는 문화재를 의미한다.

## 지정 목록
- 제1호 ~ 제100호
- 제101호 ~ 제200호
- 제201호 ~ 제300호

## 참고 자료
- 전북도보 - '목차' - '문화재' 검색